# 黄海街道
黄海街道，是中华人民共和国江苏省盐城市亭湖区下辖的一个乡镇级行政单位。

## 行政区划
黄海街道下辖以下地区：
苑北社区、盐南社区、庆康社区、纺南社区、南苑社区、北港村和耿伙村。